# Manchester Trophy 2004
Il Manchester Trophy 2004 è stato un torneo di tennis facente parte della categoria ATP Challenger Series nell'ambito dell'ATP Challenger Series 2004. Il torneo si è giocato a Manchester in Gran Bretagna dal 12 al 18 luglio 2004 su campi in erba.

## Vincitori

### Singolare
Alex Bogdanović ha battuto in finale  Michal Mertiňák con il punteggio di 6–1, 6–3

### Doppio
Jean-François Bachelot /  Nicolas Mahut hanno battuto in finale  Aisam-ul-Haq Qureshi /  Lovro Zovko con il punteggio di 6–2, 6–4